# Liste des conseillers régionaux des Landes
Les conseillers régionaux des Landes sont des conseillers qui sont élus dans le cadre des élections régionales pour siéger au conseil régional de Nouvelle-Aquitaine

## Mandature 2021-2028
Sur la mandature 2021-2028, les Landes comptent 16 conseillers régionaux sur les 183 élus de la région Nouvelle-Aquitaine.
| Groupe politique                               | Nom                  | Parti | Parti | Autres mandats                                                             |
| ---------------------------------------------- | -------------------- | ----- | ----- | -------------------------------------------------------------------------- |
| Parti Socialiste / Place Publique / Apparentés | Julien Bazus         |       | PS    | Maire de Saint-Paul-lès-Dax                                                |
| Parti Socialiste / Place Publique / Apparentés | Maryline Beyris      |       | PS    |                                                                            |
| Parti Socialiste / Place Publique / Apparentés | Frédérique Charpenel |       | PS    | Maire de Soustons                                                          |
| Parti Socialiste / Place Publique / Apparentés | Marie-Laure Lafargue |       | DVG   |                                                                            |
| Parti Socialiste / Place Publique / Apparentés | Renaud Lagrave       |       | PS    |                                                                            |
| Parti Socialiste / Place Publique / Apparentés | Éric Sargiacomo      |       | PS    | Député européen                                                            |
| Parti Socialiste / Place Publique / Apparentés | Serge Sore           |       | PS    | Maire de Luxey                                                             |
| Parti Socialiste / Place Publique / Apparentés | Sophie Weber         |       | DVG   | Conseillère municipale de Mimizan                                          |
| Communiste, Ecologique, Citoyen                | Alain Baché          |       | PCF   | Conseiller municipal de Mont-de-Marsan                                     |
| Écologiste, solidaire et citoyen               | Laurence Motoman     |       | LÉ    |                                                                            |
| UDI et territoires                             | Guillaume Laussu     |       | UDI   | Adjoint au maire de Dax                                                    |
| Centre et indépendants                         | Élodie Bourrel       |       | DVC   | Conseillère municipale de Mimizan                                          |
| Centre et indépendants                         | Pascale Requenna     |       | MoDem | Maire de Hagetmau, Présidente de la Communauté de communes Chalosse Tursan |
| Les Républicains                               | Arnaud Tauzin        |       | LR    | Maire de Saint-Sever                                                       |
| Rassemblement National                         | Michel Dufay         |       | RN    |                                                                            |
| Rassemblement National                         | Sylvie Franceschini  |       | RN    |                                                                            |

## Mandature 2015-2021
Sur la mandature 2015-2021, les Landes comptent 13 conseillers régionaux sur les 183 élus de la région Aquitaine-Limousin-Poitou-Charente.
| Groupe politique                            | Nom                        | Parti | Parti       | Autres mandats                                                                   |
| ------------------------------------------- | -------------------------- | ----- | ----------- | -------------------------------------------------------------------------------- |
| Parti Socialiste et apparentés              | Élisabeth Bonjean          |       | PS          | Maire de Dax                                                                     |
| Parti Socialiste et apparentés              | Maryline Beyris            |       | PS          | Maire de Doazit                                                                  |
| Parti Socialiste et apparentés              | Laure Nayach               |       | PS          |                                                                                  |
| Parti Socialiste et apparentés              | Renaud Lagrave             |       | PS          | Conseiller municipal de Mont-de-Marsan                                           |
| Parti Socialiste et apparentés              | Pierre Froustey            |       | PS          | Maire de Vieux-Boucau-les-Bains                                                  |
| Parti Socialiste et apparentés              | Serge Sore                 |       | PS          | Maire de Luxey                                                                   |
| Groupe PEPS                                 | Stéphane Delpeyrat-Vincent |       | PS puis G·s | Maire de Saint-Aubin, Président de la communauté de communes du Canton de Mugron |
| Groupe écologiste et citoyen - EELV         | Laurence Motoman           |       | LÉ          |                                                                                  |
| Modem-Union Centriste                       | Pascale Requenna           |       | MoDem       | Maire de Hagetmau, Présidente de la Communauté de communes Chalosse Tursan       |
| Les Républicains - CPNT                     | Marie-Françoise Nadau      |       | LR          | Maire de Parentis-en-Born                                                        |
| Les Républicains - CPNT                     | Arnaud Tauzin              |       | LR          | Maire de Saint-Sever                                                             |
| Droites indépendantes de Nouvelle-Aquitaine | Yveline Brun               |       | RN          |                                                                                  |
| Rassemblement National                      | Christian Houdet           |       | RN          |                                                                                  |